# Zlatopil, Krîvîi Rih
Zlatopil (în ucraineană Златопіль) este un sat în comuna Novopillea din raionul Krîvîi Rih, regiunea Dnipropetrovsk, Ucraina.

## Demografie
Componența lingvistică a localității Zlatopil
     Ucraineană (81,56%)
     Romani (8,51%)
     Rusă (7,09%)
Conform recensământului din 2001, majoritatea populației localității Zlatopil era vorbitoare de ucraineană (81,56%), existând în minoritate și vorbitori de romani (8,51%) și rusă (7,09%).